# Siemens Gamesa
Siemens Gamesa (IBEX 35: GAM), originàriament "Grupo Auxiliar Metalúrgico S.A.", és una multinacional de noves tecnologies aplicant-les en activitats emergents: robòtica, microelectrònica, medi ambient o materials compostos. La companyia cotitza en Borsa des del 31 d'octubre de l'any 2000 i es va integrar en el selectiu Ibex 35 el 24 d'abril de 2001.
Des de 2006 Gamesa se centra en les tecnologies per a la sostenibilitat energètica, principalment l'eòlica. Culminen les desinversions (venda de filials) en Aeronàutica Serveis.
És líder a Espanya i està situada entre els primers fabricants d'aerogeneradors a nivell mundial, amb una quota de mercat superior a 15,6% en 2007. El seu nom complet és Siemens Gamesa Corporación Tecnológica, S.A. i cotitza en l'IBEX35 sota el tíquer GAM. Important no confondre SIEMENS A.G. amb SIEMENS GAMESA, la qual es filial de SIEMENS A.G..
Gamesa ha instal·lat prop de 13.000 MW de les seves principals línies de producte en 20 països, situats en quatre continents. L'equivalent anual d'aquesta producció suposa més de 2,78 milions de tones de petroli (TEP)/any, i evita l'emissió a l'atmosfera d'una quantitat superior a 19,41 milions de tones de CO₂/any.
Amb una cartera de més de 21.000 MW eòlics en promoció a Europa, Amèrica i Àsia, i delegacions en 13 països, Gamesa se situa a ell mateix com una de les principals companyies a nivell mundial en la promoció i desenvolupament de parcs eòlics.

## Història
Gamesa neix el 1976 desenvolupant noves tecnologies aplicant-les en activitats emergents: robòtica, microelectrònica, mediambient o materials compostos. La seva divisió Gamesa Aeronàutica estava especialitzada en l'enginyeria, fabricació i subministrament de grans conjunts estructurals o parts completes d'aeronaus per la seva posterior col·locació en avions helicòpters.
El 1994 es crea Gamesa Eòlica com empresa ensambladora d'aerogeneradors, mentre que les activitats de promoció, construcció i explotació de parcs eòlics van començar el 1995. A l'any següent, 1996, es va posar en marxa el primer parc eòlic construït per Gamesa. La seva principal activitat al constituir-se estava relacionada amb l'energia eòlica, gestionant tot el cicle integral a través de les seves tres filials: Gamesa Energia, Gamesa Eòlica i Gamesa Serveis. El 51% del capital està controlat per Gamesa i el 40% por el seu soci danès Vestas Wind Systems, empresa amb la que existeix un acord tecnològic.
L'acord que Gamesa tenia amb Vestas limitava la seva venda de turbines a Espanya, Llatinoamèrica i Nord d'Àfrica si no era amb autorització expressa de la firma danesa. Així, en 2001, Vestas va vendre la seva participació del 40% en Gamesa Eòlica a Gamesa Group per 287 milions d'euros, degut a conflictes en matèria d'estratègia. Aquesta venda també incloïa l'acord de Transferència Tecnològica de Vestas a Gamesa dels models G52, G58, G66 i G80.
El 2002 el Ministeri de Defensa propicia que Gamesa participi en la fabricació de l'helicòpter Apache de la multinacional dels Estats Units Boeing. Altres participacions inclouen la construcció del carro de combat europeu Leopard, el programa C-295 per CASA (Construccions Aeronàutiques SA) i el desenvolupament de l'helicòpter militar Sikorsky de la US Navy.
El 2003 Gamesa comprà el 100% del capital social de la societat MADE TECNOLOGÍAS
RENOVABLES, S.A.U.. Aquesta era l'empresa que Endesa havia creat per entrar en el sector eòlic i que comptava amb filials en el mercat xinès (YITUO MADE (LUOYANG) WIND TURBINE Co. Ltd.).
L'any 2006 Gamesa completa la venda de la seva divisió Aeronàutica (actual Aernnova Aerospace S.A.), que va ser comprada majoritàriament per la Caja Castilla-La Mancha. Aquest mateix any va ocupar el segon lloc mundial en el subministrament de turbines eòliques, amb més de 10.000 MW instal·lats i con una quota de mercat de 15,6%.
Gamesa compta amb capacitat pròpia de disseny i desenvolupament tecnològic d'aerogeneradors, i amb la capacitat integral de producció que comprèn la fabricació de pales, arrels de pala, motllos per a la fabricació de pales, multiplicadors, generadors, convertidors i torres, a més de realitzar el muntatge de l'aerogenerador (32 centres de producció).
La comercialització i manteniment d'aquests equips es realitza a escala mundial. Gamesa ja ha subministrat aerogeneradors als EUA, Itàlia, França, Alemanya, Portugal, Grècia, Regne Unit, Irlanda, Xina, Japó, Vietnam, Taiwan, Tunísia, Índia, Egipte, Marroc, Argentina, Mèxic, Corea, Espanya, Hongria i Polònia, i compta amb una gran xarxa comercial que inclou societats pròpies a Alemanya, Xina, Itàlia, Dinamarca i EUA, oficines comercials a Grècia, Portugal, França i Regne Unit i sucursals a Mèxic, Marroc, Egipte i Tunísia.
El president dels Estats Units, Barack Obama, va visitar el 6 d'abril de 2011 la fàbrica de Filadèlfia, Pennsilvània, on la producció de turbines eòliques encaixa dins de la intensa promoció que ve realitzant la Casa Blanca a favor d'alternatives energètiques per, en qüestió d'una dècada, reduir en un terç les importacions d'hidrocarburs. Durant la trobada, Obama es va reunir amb els empleats de la planta, als quals ha saludat dient: "Vosaltres no perdeu el temps. Aquest és el futur de l'energia dels Estats Units". En l'actualitat, el mercat d'aquell país representa un 28% de les vendes d'aerogeneradors d'aquesta empresa espanyola, que allà es va establir el 2002 quan va adquirir la companyia Navitas Energy. En l'actualitat, compta amb gairebé un miler d'empleats en diverses oficines i fàbriques, concentrades sobretot a Pensilvània.
El desembre de 2022 va deixar l'Ibex 35.

## Accionariat
El 2019, els dos accionistes significatius eren:
| Societat   | Capital |
| ---------- | ------- |
| Siemens AG | 59%     |
| Iberdrola  | 8,071%  |

## Administració

### Consell d'Administració[9]
| Càrrec              | Denominació                       |
| ------------------- | --------------------------------- |
| President           | Miguel Ángel López Borrego        |
| Conseller Delegat   | Markus Tacke                      |
| Vocal               | Lisa Davis                        |
| Vocal               | Michael Sen                       |
| Vocal               | Klaus Rosenfeld                   |
| Vocal               | Ralf Thomas                       |
| Vocal               | Pedro Azagra Blázquez             |
| Vocal               | Mariel von Schumann               |
| Vocal               | Gloria Hernández García           |
| Vocal               | Rudolf Krämmer                    |
| Vocal               | Alberto Alonso Ureba              |
| Secretari Conseller | Carlos Rodríguez-Quiroga Menéndez |